# Callipsyche
Callipsyche är ett släkte av fjärilar. Callipsyche ingår i familjen juvelvingar.
Kladogram enligt Catalogue of Life:
| Callipsyche | \| \| Callipsyche behrii \| \| \| \| \| \| Callipsyche crossi \| \| \| \| \| \| Callipsyche nigroinita \| \| \| \| \| \| Callipsyche quadrimaculatus \| \| \| \| |
|             | \| \| Callipsyche behrii \| \| \| \| \| \| Callipsyche crossi \| \| \| \| \| \| Callipsyche nigroinita \| \| \| \| \| \| Callipsyche quadrimaculatus \| \| \| \| |
|             | Callipsyche behrii |
|             | |
|             | Callipsyche crossi |
|             | |
|             | Callipsyche nigroinita |
|             | |
|             | Callipsyche quadrimaculatus |
|             | |